# ちぃばす

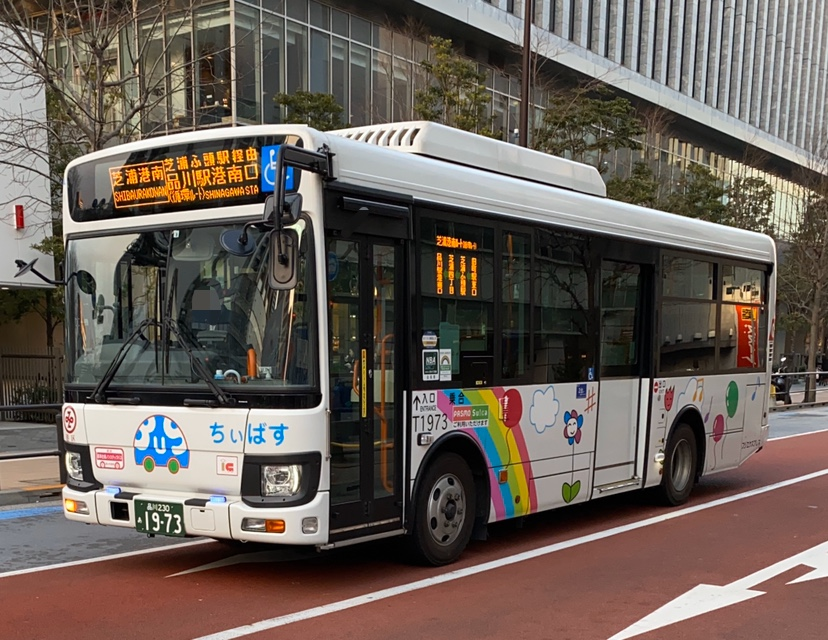
田町ルートなどで主に使用される中型車

ちぃばすは、東京都港区が運行するコミュニティバスの愛称。正式名称は港区コミュニティバス（みなとくコミュニティバス）。
2004年（平成16年）10月1日開業。運行開始当初より、フジエクスプレスに運行を委託している。

## 概要
「ちぃばす」は、2000年（平成12年）12月12日に全線開通した都営地下鉄大江戸線によって都営バス路線が廃止されたことによる公共交通空白地域をカバーするなど、地域住民のニーズを満たすことを目的として、2004年（平成16年）より田町・赤坂の2路線で運行を開始した。その後、2010年（平成22年）に芝・高輪などの5路線を追加して新設（これらは試験運行として開業）し、2012年からは本格運行に移行した。
ただし、前述のように地域住民のニーズを満たす目的から赤字となっており、補助金の投入によって運行が維持されている。2012年時点では、全路線のうち収支が確保できるのは田町ルートのみで、追加開業した5路線については、いずれも年間経費約4億円に対し、年間約1億8,000万円の赤字（2012年度見込み）となっている。
「ちぃばす」の愛称は、一般公募の15候補から「小さなバス」をそのまま呼びやすくして「地域のバス」「地域住民に愛されるバス」という意味合いを込めて選定された。実際の読みは「ちいばす」だが、表記上は「ちぃばす」と拗音になっている。

### 運行開始の経緯

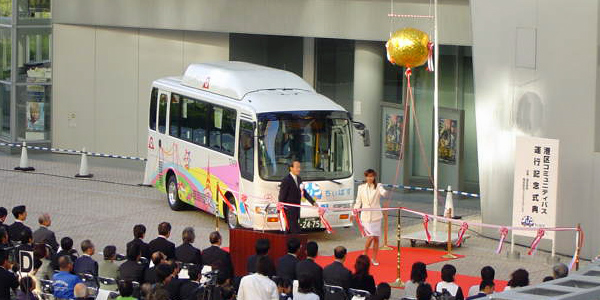
ちぃばす運行記念式典
（2004年10月1日）

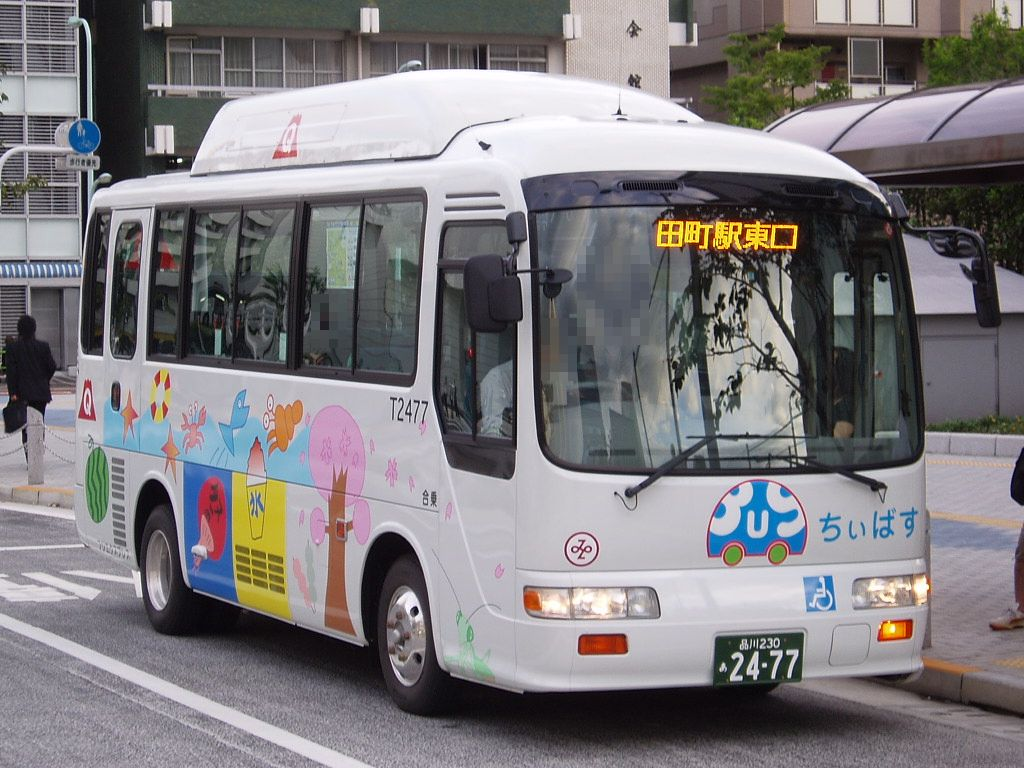
運行開始時に導入された日野・リエッセCNG改造車
（2004年10月6日、全車除籍済）

港区内では、2000年9月に営団地下鉄南北線（溜池山王 - 目黒）、同年12月に都営地下鉄大江戸線（新宿 - 六本木 - 両国 - 都庁前）がそれぞれ全線開業し、これに伴い都営バスの4路線が廃止された。
中でも新宿駅と田町駅（港区スポーツセンター）を六本木経由で結んでいた「田70系統」の廃止は、区内に公共交通空白地域が生じるほどの大打撃となった。沿線住民からは東京都交通局や港区に路線バス復活を求める要望が多く寄せられ、港区でも交通局に路線の運行再開を打診したものの交通局の方針に変化がなかったことから、港区主導による路線バスの運行を検討することとなった。運行事業者はプロポーザル方式（企画提案方式）によって決定することとし、選考の結果、富士急行系列のフジエクスプレスに決定した。ただし、港区では車両購入費用や宣伝費用は補助するが、直接の運行経費については赤字補填を実施せず、フジエクスプレスが赤字を負担することとした。
愛称は公募の結果、地域のバスや小さなバスの意味合いを込めた「ちぃばす」に決定し、2004年（平成16年）10月より「田町ルート（田町駅 - 六本木ヒルズ）」「赤坂ルート（六本木ヒルズ - 赤坂見附駅）」の2路線で運行を開始し、富士急グループとしては初めて東京都区部に路線網を持つこととなった。

### 路線網の拡大
運行開始当初は、専用者として小型バスを導入したが、実際の利用者数は港区やフジエクスプレスの想定を大きく上回り、初年度の累計利用者数は半年間で30万3000人だったが、2005年度には約83万人へ増加し、2008年度には118万人が利用した。利用者からは「いつも混雑している」という不満や「（ちぃばすの）利用者を区民に限定すべき」という意見も生じ、同年には中型車の導入が行われた。
一方で路線網についても運行開始当初から、「田町ルート」「赤坂ルート」沿線以外の住民からも路線開設を求める声が寄せられていた。「港区が運行する路線バスなら、区内の一部の地域に限定せず他の地域でも運行すべき」という理由から、2006年からは港区全域の交通政策を考えるべく検討会を発足させ、2007年に実施した区民へのアンケート結果を踏まえ、翌2008年には新規路線の開業に向けて検討することとなった。
折しも、2006年からは港区の区役所改革により、区内5地区の支所を「総合支所」とすることで区役所の機能を分担する政策を進めており、開業を予定する新規路線についてはこれらの総合支所の担当する地区ごとに交通網を構築する方向性となり、公共交通が不便だったり急坂が多い地区、人口が増加傾向にある芝浦・港南地区のアクセス向上などの対策として、5つの新路線を設定して計画が進められた。しかし、従来の2路線は廃止された都営バス路線の代替手段という一面があったのに対し、新設する5路線については沿線住民のアクセス向上が目的であることから、必ずしも先行の2路線ほどの利用者数が確保できるかについては予測できなかった。
このため、開業から2年間はいずれも「実証運行」として収支率が4割以上であれば本格運行に移行し、収支率が目標を下回れば実証運行を1年間延長した上で対策を検討することとした。2010年3月24日より「芝ルート」「高輪ルート」などの新規5路線が運行開始し、新路線については区が運行経費の補助も行うこととした。そのため、車内に設置した案内表示機には区政案内に留まらず、沿線企業の広告も受け付けることとし、その広告収入で区の補填額を抑制する方法が採用された。
実証運行の結果、新規5路線は収支率の目標が達成されたとして、2012年4月21日から本格運行へ移行した。その後、2013年の「麻布ルート」を東西に分割するダイヤ改正を経て、2023年現在は8路線が運行されている。

## 沿革
- 2004年（平成16年）10月1日[要出典] - 「田町ルート」「赤坂ルート」の2路線で運行開始。
- 2005年（平成17年）
  - 2月14日 - 田町ルートの初発便を2本増発、田町駅発六本木ヒルズ行きの始発を30分繰り上げ7:30発とする。
  - 10月1日 - 田町ルートの最終便を2本増発、六本木ヒルズ発田町駅行きの最終を30分繰り下げ21:00発とする。
- 2006年（平成18年）
  - 2月1日 - この日の利用者数で累計100万人を突破。
  - 6月10日 - 田町ルートに（14-2）鳥居坂下を新設。赤坂ルートの（53）六本木駅前から（16）六本木ヒルズへの経路を、（15）六本木けやき坂を経由しない経路へ変更する[6]。
- 2007年（平成19年）
  - 3月18日 - PASMOサービス開始に伴い導入。
  - 4月1日 - 全便が回送運行していた田町駅 - 芝浦車庫間の営業運転を開始し、田町ルートの路線延長とする[7]。
- 2008年（平成20年）1月9日 - 利用者数が累計300万人を突破。
- 2010年（平成22年）3月24日 - 「芝ルート」「麻布ルート」「青山ルート」「高輪ルート」「芝浦港南ルート」の5路線が実証運行開始[8]。
- 2012年（平成24年）
  - 4月21日 - 芝・麻布・青山・高輪・芝浦港南の5路線を本格運行へ移行[9]。
- 2013年（平成25年）
  - 5月1日 - 麻布ルートを「麻布西ルート」「麻布東ルート」に分割すると共に経路変更を実施[10]。
- 2014年（平成26年）
  - 3月30日 - 環状2号線開通に伴う交通規制のため、芝ルートの（64・81）西新橋三丁目を新虎通り上に移設する迂回運行を開始[11]。
  - 4月1日 - 芝ルートの新橋駅方向に（78-2）プラザ神明を新設し、毎時1便を経由するダイヤ改正を実施[11]。
  - 4月20日 - 青山ルートに（197）青山高樹町、赤坂ルートに（40-2）溜池山王駅を新設[11]。青山ルートは日赤医療センター経由へ、赤坂ルートは溜池山王駅から六本木通りに出て外堀通りへ向かう遠回り経路へ変更する予定だったが、青山ルートは実際には変更されなかった[12][13][14]。
- 2015年（平成27年）
  - 6月5日 - 前年に実施予定だった青山ルートの経路変更を行う[15][13][16]。
  - 11月30日 - 芝ルートで電気バスの運行を開始[17]。
- 2016年（平成28年）
  - 4月1日 - 青山ルートを西麻布から日赤通り商店街経由で直接日赤医療センターへ乗り入れる経路に変更し、青山高樹町の六本木ヒルズ方向が新設され、南青山七丁目が廃止される[18]。
  - 8月1日 - 芝ルートを田町駅東口発着からみなとパーク芝浦発着へ延伸し、芝浦港南ルートをみなとパーク芝浦経由へ経路変更。
- 2017年（平成29年）- 開業当初から使用してきたCNG車が全車引退。
- 2021年（令和3年）4月1日 - 麻布東ルート・芝浦港南ルートで経路変更を実施。麻布東ルートに（68-2）港区役所北を新設した上で起終点とし、神谷町駅付近を往復とも同一経路へ変更。芝浦港南ルートを田町ルート（車庫発着便）と同様に藻塩橋経由へ変更し、芝浦アイランド以遠を（205）日の出桟橋入口まで延伸開業、八千代橋東・芝浦ふ頭駅を廃止。
- 2022年（令和4年）4月1日 - 芝浦港南ルートを（210）竹芝桟橋入口まで延伸。環状4号線の港南区間における工事による経路変更を高輪ルートと共に実施、（183・185）港南一丁目と（137）芝浦中央公園入口が廃止され、品川駅港南口付近が都営バスと同様に時計回りの経路となる。
- 2023年（令和5年）1月16日 - EVモーターズ・ジャパン（EVM-J）社製の小型電気バス「F8 series4-Mini Bus」が芝ルートへ2台導入[19]。

## 運賃・乗車券類
- 運賃は大人・小児とも100円均一、未就学児は無料。
- 交通系ICカードが利用可能で、PASMO・Suicaおよび交通系ICカード全国相互利用サービス対応カードが利用できる。
- ちぃばす専用定期乗車券が発売されている。
- 一日乗車券（各ルート300円・全線500円、土休日・年末年始等限定）の車内販売を2005年9月3日より開始した。
- デジタル定期券、デジタル乗車券の販売も開始しており、「RYDE PASS」アプリで購入可能となっている。[20]
- 東京都シルバーパスは利用できないが、区民に限り下記の無料乗車証の発行申請が可能。
- 下記の条件に該当する港区民は、ちぃばす無料乗車証の発行を申請できる。
  - 東京都シルバーパスを新規申請・更新する区民
  - 児童扶養手当受給者（1世帯につき1枚）
  - （親）医療証受給者（1世帯につき1枚）
  - 生活保護受給者（1世帯につき1枚）
  - 戦傷病者
  - 原爆被爆者

## 現行路線
2023年8月現在で運行中の路線は以下の通り。主要停留所のみ記載（停留所番号は省略）。

### 田町ルート
- 田町駅東口 → 田町駅前 → 浅草線三田駅前 → 三田線三田駅前 → 赤羽橋南 → 赤羽橋駅前 → 麻布十番駅前（一の橋） → 六本木けやき坂 → 六本木ヒルズ
- 芝浦車庫 → 芝浦四丁目 → 八千代橋 → 田町駅東口 → 田町駅前 → 浅草線三田駅前 → 三田線三田駅前 → 赤羽橋南 → 赤羽橋駅前 → 麻布十番駅前（一の橋） → 六本木けやき坂 → 六本木ヒルズ
- 六本木ヒルズ → 六本木駅前 → 麻布地区総合支所前 → 東洋英和女学院前 → 法務局入口 → 赤羽橋駅前 → 三田線三田駅前 → 浅草線三田駅前 → 田町駅西口 → 田町駅東口
- 六本木ヒルズ → 六本木駅前 → 麻布地区総合支所前 → 東洋英和女学院前 → 法務局入口 → 赤羽橋駅前 → 三田線三田駅前 → 浅草線三田駅前 → 田町駅西口 → 田町駅東口 → 八千代橋 → 芝浦四丁目 → 芝浦車庫
- 芝浦車庫 - 芝浦四丁目 - 八千代橋 - 田町駅東口
- 芝浦車庫 → 芝浦四丁目 → 八千代橋 → 田町駅東口 → 田町駅前 → 浅草線三田駅前 → 三田線三田駅前 → 赤羽橋南

「ちぃばす」の開業当初に新設された路線の一つで、最主力路線である。田町駅から赤羽橋駅・麻布十番駅を経由して六本木ヒルズ方面へ向かい、六本木ヒルズからは往路と若干経路が異なりながらもほぼ並行して田町駅へ戻る。2000年（平成12年）12月に全線開業した都営地下鉄大江戸線の代替として廃止された都営バスの田70（新宿駅西口 - 六本木 - 田町駅東口（港区スポーツセンター））と一部で経路が重複しているほか、沿線に大学や病院などが所在することもあって終日に渡って混雑している。15分間隔での運行は「ちぃばす」の他路線に比べても高頻度で、一部便は田町駅東口を経由して芝浦車庫と六本木ヒルズを直通で運行する。六本木ヒルズを跨いでの乗車も可能だが、早朝および夜間の一部便は六本木ヒルズ終着・始発となり乗り通すことができないので注意が必要である。また、田町駅東口は車庫直通便を除いて終着となるため乗り通すことができない。
芝浦車庫発着便は2007年（平成19年）4月1日に従来まで回送運行だったのを活用して営業運転化したもので、藻塩橋には停車しない。片道運行の赤羽橋南止まりは平日早朝のみ運行され、利用者の多い区間の補完として設定されている。赤羽橋南に着いた車両は回送として他路線の出発地へ向かう。

### 赤坂ルート
- 六本木ヒルズ → 六本木けやき坂 → 六本木駅前 → 乃木坂駅入口 → 赤坂小前 → 赤坂駅前 → 溜池山王駅 → 赤坂見附駅
- 赤坂見附駅 → 豊川稲荷前 → 赤坂地区総合支所前 → 青山一丁目駅前 → 山王病院前 → 乃木公園 → 赤坂小前 → 檜町公園 → 六本木駅前 → 六本木ヒルズ

「ちぃばす」の開業当初に新設された路線の一つで、六本木ヒルズから赤坂・青山地区を循環運行する。赤坂見附駅を跨いだ乗車は可能だが六本木ヒルズを跨いだ乗車はできない。赤坂小前は経路の関係から一周のうち2回通過する。2006年（平成18年）6月10日に復路の六本木駅前から六本木ヒルズへの経路変更を実施し、六本木六丁目交差点を左折後に坂を下って六本木けやき坂へ向かう経路から、交差点を左折直後にそのまま六本木ヒルズ構内へ入る経路となり、六本木けやき坂は往路の赤坂見附駅方向のみ経由することとなった。

### 芝ルート

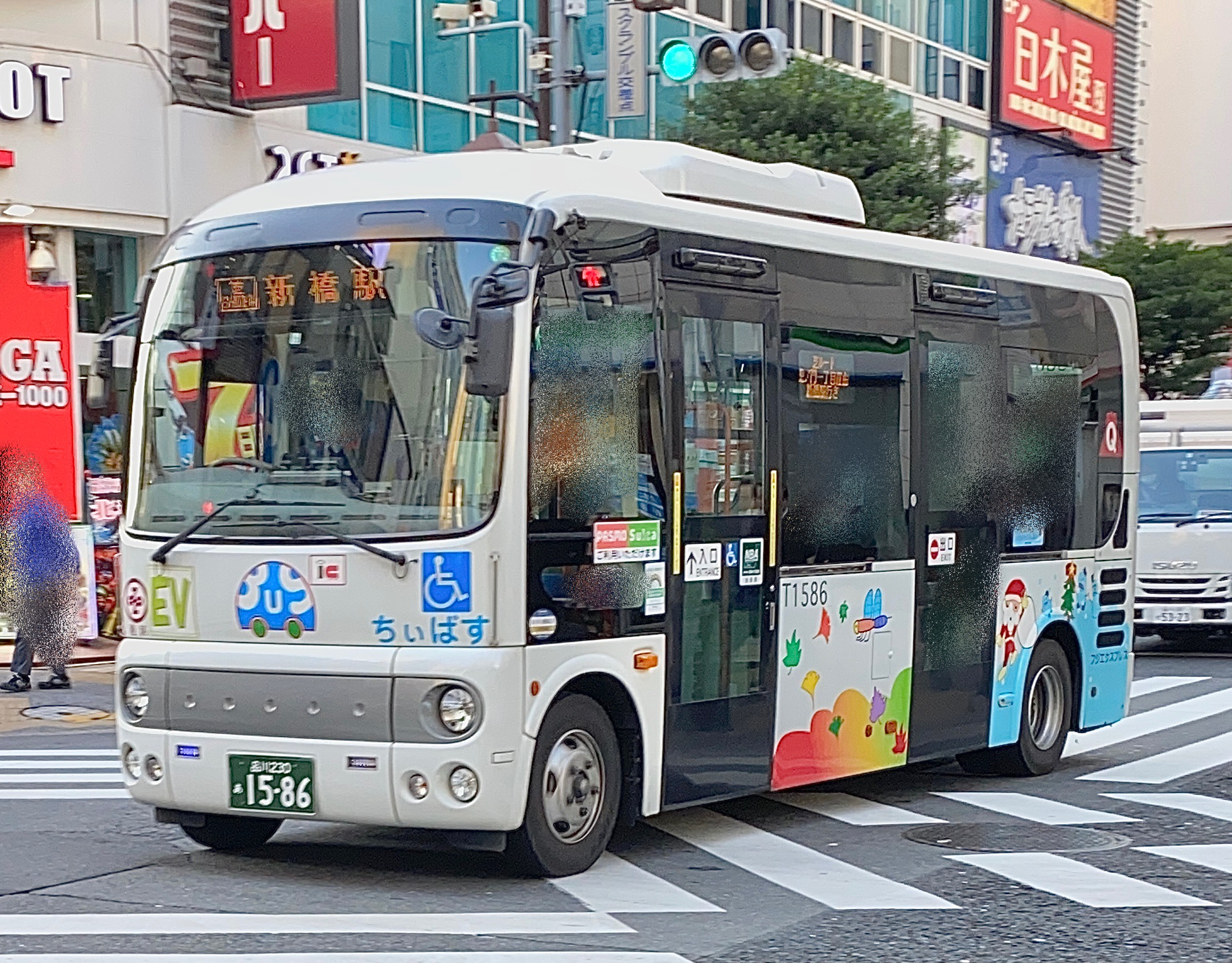
芝ルートを走行する電気バス（T1586、除籍済）

- みなとパーク芝浦 - 田町駅東口 - 浅草線三田駅前 - 三田線三田駅前 - 芝公園駅 - 港区役所 - 御成門駅 - 慈恵医大病院入口 - 新橋駅
- みなとパーク芝浦 → 田町駅東口 → 浅草線三田駅前 → 三田線三田駅前 → 芝公園駅 → 港区役所 → 御成門駅 → プラザ神明 → 慈恵医大病院入口 → 新橋駅

田町駅から日比谷通りを中心に北上して新橋駅へ向かう路線で、右左折が多いことから新橋駅までは時間を要する。2014年（平成26年）4月1日のダイヤ改正で新橋駅方向にプラザ神明経由便を新設し、現在は日中時間帯から夜間にかけてのみなとパーク芝浦発毎時1便がプラザ神明経由として運行される。道路環境から小型車での運行に限定されているが、電気バスは芝ルートに専属で充当される。2016年（平成28年）8月1日のダイヤ改正で田町駅東口 - みなとパーク芝浦間が延伸された。

### 麻布西ルート
- 広尾駅 → 天現寺橋 → 仙台坂上 → 麻布十番駅前（一の橋） → 六本木けやき坂 → 麻布地区総合支所前 → 麻布十番駅前（一の橋） → 仙台坂上 → 愛育クリニック → 広尾駅

東京メトロ日比谷線広尾駅を起終点として六本木けやき坂方面を循環運行する路線で、2013年（平成25年）5月の路線分割までは麻布ルートの西側だった。路線の途中にある「愛育クリニック（愛育病院）」停留所と六本木ヒルズ付近は徒歩でも移動が可能なほど近距離で、路線網としては小規模ながら遠回り経路を採用している。広尾駅を跨いだ乗車も可能だが、一部便は広尾駅始発・終着となるため乗り通すことができない。

### 麻布東ルート
- 港区役所北 -（御成門駅→）- 神谷町駅前 - 東麻布一丁目（東京タワー下） -（赤羽橋駅前→）- 飯倉片町 - 麻布地区総合支所前 - 六本木けやき坂

2013年（平成25年）5月の路線分割までは麻布ルートの東側として運行され、東麻布一丁目付近から赤羽橋駅前までを時計回りに大きく循環運行する経路を採っていた。2021年（令和3年）4月1日のダイヤ改正で港区役所北発着へ変更され、神谷町駅付近が同一経路に変更された。これによって芝公園四丁目が廃止され、路線網も赤羽橋駅前付近から法務局前付近にかけてを除いたほぼ全線で往復とも同一経路となった。他路線に比べて利用者数が少ないため、平日は30分間隔、土曜・休日は60分間隔での運行となっている。

### 青山ルート
- 六本木ヒルズ -（←西麻布一丁目 / 西麻布→）- 日赤医療センター -（南青山七丁目→）- 表参道駅 - 外苑前駅 - 青山一丁目駅前 - 赤坂地区総合支所前 - 赤坂見附駅

2012年（平成24年）4月21日に本格運行へ移行した路線で、日赤医療センター付近の経路は幾度となく変更されている。この付近のみ渋谷区内を経由するのが特徴である。表参道駅 - 南青山三丁目交差点の区間は、かつてフジエクスプレスが運行を受託していた渋谷区コミュニティバス「ハチ公バス」の神宮の杜ルート（路線開設はハチ公バスが先）と重複しているために乗り継ぎが可能で、停留所デザインもほぼ同一である。赤坂見附駅乗り場は前述の赤坂ルートとは別の位置にあるので注意が必要である。日赤医療センター付近の道路が狭隘のため、中型車は使用されず小型車の専属となっている。

### 高輪ルート
- 品川駅港南口 → 港南二丁目 → 品川駅高輪口 → 東京高輪病院 → 高輪二丁目 → 魚藍坂下 → 高輪地区総合支所前 → 高輪二丁目 → 三田四丁目 → 浅草線三田駅前
- 浅草線三田駅前 → 三田線三田駅前 → 芝五丁目 → 慶應義塾東門 → 三田四丁目 → 魚藍坂下 → 高輪地区総合支所前 → 高輪二丁目 → 東京高輪病院 → 品川駅高輪口 → 港南二丁目 → 品川駅港南口

2012年（平成24年）4月21日に本格運行へ移行した路線で、高輪地区総合支所前付近は往復とも反時計回りの一方通行経路となっているため、高輪一丁目・高輪二丁目は三田駅方向のみ2度経由する。品川駅から来た便が支所を経由するか否かは車両の行先に表示されているので確認されたい。浅草線三田駅を跨いだ乗車も可能で、中型車による専属運行となっている。2022年（令和4年）4月1日のダイヤ改正で環状4号線の建設工事によって芝浦中央公園入口を経由しなくなった。

### 芝浦港南ルート
- 品川駅港南口 - 港南四丁目 - 港南の郷 - 芝浦四丁目 - 八千代橋 - 田町駅東口 -（みなとパーク芝浦→）- 芝浦アイランド -（←埠頭公園入口）- 海岸三丁目 - 日の出桟橋入口 - 竹芝桟橋入口
- 品川駅港南口 - 港南四丁目 - 港南の郷 - 芝浦四丁目 - 八千代橋 - 田町駅東口
- 品川駅港南口 → 港南四丁目 → 港南の郷 → 芝浦四丁目 → 八千代橋 → 田町駅東口 → みなとパーク芝浦 → 芝浦アイランド
- 埠頭公園入口 → 芝浦アイランド → 田町駅東口 → 八千代橋 → 芝浦四丁目 → 港南の郷 → 港南四丁目 → 品川駅港南口
- 竹芝桟橋入口 → 日の出桟橋入口 → 海岸三丁目 → 埠頭公園入口 → 芝浦アイランド → 田町駅東口

品川駅と田町駅を中心に運行されるルートで、同区間を含めたほぼ全線で都営バスと重複している。中心となるのは品川 - 田町間でこの区間が20分間隔で運行されるのに対し、みなとパーク芝浦から竹芝桟橋入口方面は20～40分間隔となる。田町駅東口を起終点として「田町→品川→田町→竹芝桟橋→田町」の順で走行して1周となり、循環路線扱いのために品川駅港南口および田町駅東口を跨いだ乗車も可能だが、田町駅東口終着の便は跨いだ乗車ができない。土曜・休日のみ運行される竹芝桟橋入口からの田町駅止まりと埠頭公園入口始発および芝浦アイランド終着は出入庫の区間便で、早朝・夜間に運行される。2021年（令和3年）4月1日のダイヤ改正で日の出桟橋入口発着へ延伸すると同時に藻塩橋経由へ経路変更し、八千代橋東・芝浦ふ頭駅を廃止した。その一年後には竹芝桟橋入口まで延伸させ、従来まで路線が無かった海岸三丁目付近のアクセスが向上した。田町ルート・高輪ルートと同様に中型車での運行に限定されている。

## 廃止路線
停留所表記は路線廃止当時のままとする。
- 赤坂ルート：六本木ヒルズ → 六本木けやき坂 → 六本木駅前 → 赤坂小前 → 赤坂駅前 → 赤坂見附駅 → 青山一丁目駅前 → 赤坂小前 → 檜町公園 → 六本木駅前 → 六本木けやき坂 → 六本木ヒルズ

2006年6月10日に復路のみ六本木けやき坂を経由しない経路へ変更された。
- 芝ルート：田町駅東口 - 浅草線三田駅前 - 勤労福祉会館前 - 芝公園駅 - 港区役所 - 御成門駅 - 慈恵医大病院入口 - 新橋駅
- 芝ルート：田町駅東口 → 田町駅前 → 浅草線三田駅前 → 勤労福祉会館前 → 芝公園駅 → 港区役所 → 御成門駅 → プラザ神明 → 慈恵医大病院入口 → 新橋駅

2016年8月1日にみなとパーク芝浦発着へ延伸された。
- 麻布ルート：港区役所 → 法務局前 → 麻布地区総合支所前 → 六本木けやき坂 → 麻布十番駅前 → 仙台坂上 → 愛育病院 → 広尾駅
- 麻布ルート：広尾駅 → 天現寺橋 → 二ノ橋 → 鳥居坂下 → 飯倉片町 → 麻布いーすと通り → 東京タワー入口 → 神谷町駅前 → 港区役所

現在の麻布東・麻布西ルートは一つのルートとして運行していた。2013年5月1日のダイヤ改正で分割され、広尾駅と港区役所を直通する路線が無くなった。
- 麻布東ルート：港区役所 → 芝公園四丁目 → 赤羽橋駅前 → 法務局前 → 麻布地区総合支所前 → 六本木けやき坂 → 飯倉片町 → 神谷町駅前 → 港区役所

2021年4月1日に港区役所北発着および神谷町駅付近が往復とも同一の経路へ変更され、芝公園四丁目は廃止された。
- 高輪ルート：品川駅港南口 -（芝浦中央公園入口→）- 港南二丁目 - 品川駅高輪口 - 高輪二丁目 - 高輪地区総合支所前 -（高輪二丁目→）- 三田四丁目 -（←勤労福祉会館前）- 浅草線三田駅前

2022年4月1日に環状4号線の工事のため芝浦中央公園入口非経由（停留所廃止）へ変更された。
- 芝浦港南ルート：品川駅港南口 -（←芝浦中央公園入口）- 港南一丁目 - 港南四丁目 - 港南の郷 - 芝浦四丁目 - 八千代橋東 - 芝浦一丁目 - 田町駅東口 - 芝浦アイランド - 芝浦ふ頭駅

2021年4月1日に日の出桟橋入口発着へ延伸すると同時に田町ルートの車庫発着便と同じ藻塩橋経由へ変更、八千代橋東・芝浦ふ頭駅は廃止された。
- 芝浦港南ルート：品川駅港南口 -（←芝浦中央公園入口）- 港南一丁目 - 港南四丁目 - 港南の郷 - 芝浦四丁目 - 田町駅東口 -（みなとパーク芝浦→）- 芝浦アイランド - 日の出桟橋入口

2022年4月1日に竹芝桟橋入口発着へ延伸されると同時に環状4号線の工事のため芝浦中央公園入口・港南一丁目非経由（停留所廃止）へ変更された。

## 車両
2004年（平成16年）10月の運行開始当初は、CNG（圧縮天然ガス）エンジン改造（株式会社協同による改造）を施した日野・リエッセ（ステップリフトバス）を導入した。車体デザインは沿線の小学校（芝浦、赤羽、南山、赤坂）および東洋英和女学院中等部の生徒に依頼したものを採用した。

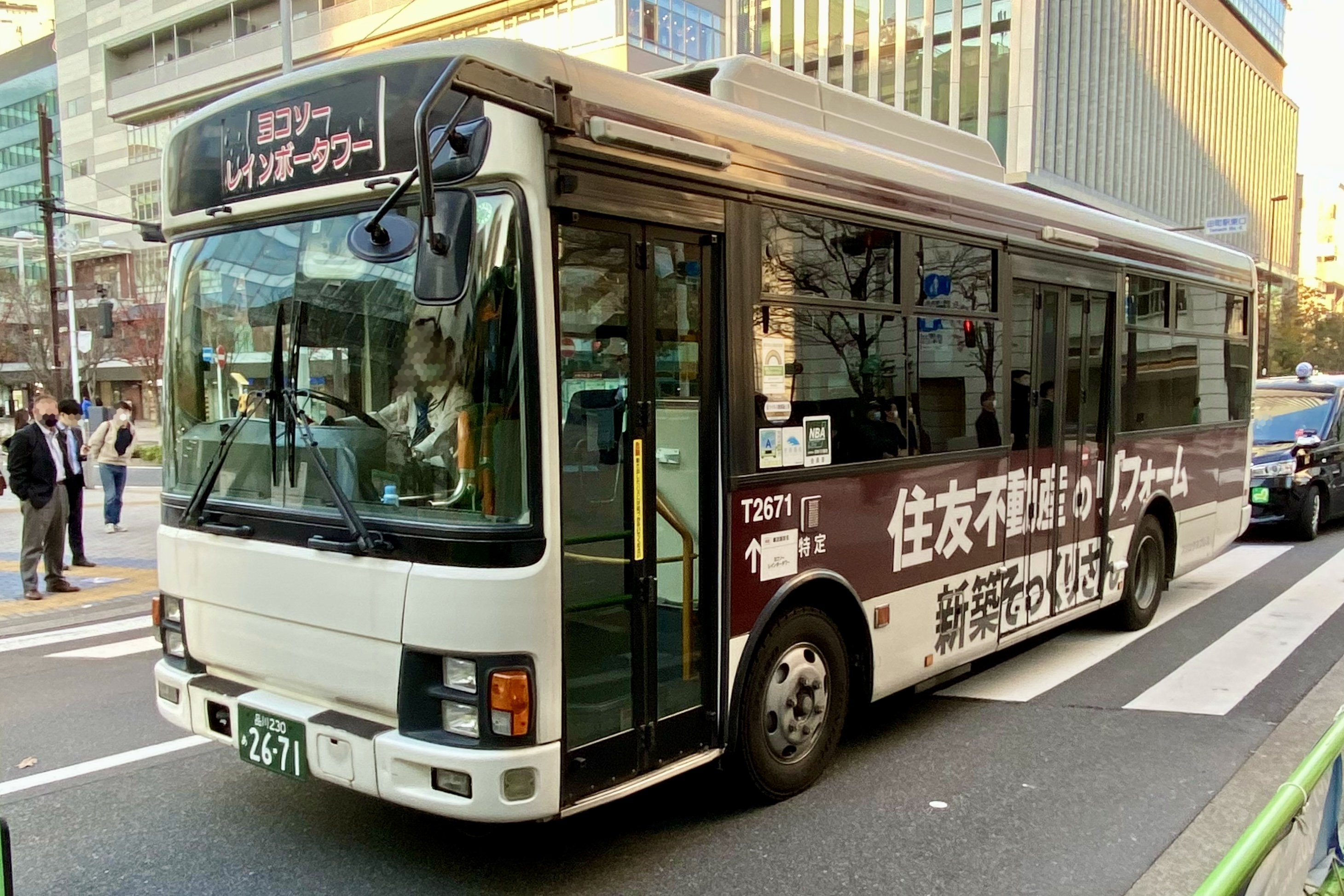
フジエクスプレスのヨコソーレインボータワー特定輸送専用車
（日野・レインボーII、特定登録）

2007年（平成19年）からは慢性的に発生している混雑緩和対策として、田町地区の特定輸送用車両（ヨコソーレインボータワーなど）との共通予備車として中型車の日野・レインボーIIワンステップが導入された。この共通予備車は白無地または富士急グループ貸切車に準じた塗装とされ、「ちぃばす」充当時はロゴステッカーを貼付して運行していた。
2009年（平成21年）からは輸送力増強のため、2代目専用車としてCNG改造された日野・レインボーIIノンステップが順次導入された。中型車の採用によって混雑対策は一定の効果を上げており、この車両もリエッセ同様に沿線の学校に依頼したデザインが採用されている。
しかし港区では、ごみ収集車も全てCNG車両としていることから、CNG充填施設の供給容量に制約が生じており、単純にCNGバスを増備すると充填場所の対応が困難になると判断された。このため、2010年（平成22年）に実証運行が開始される路線向けに導入されたレインボーIIとポンチョは、通常のディーゼル車が導入されることになった。
2013年からは、環境省の「平成24年度地球温暖化対策技術開発・実証研究事業」の実証事業の一環として、東芝製リチウムイオン二次電池「SCiB」を搭載した日野・ポンチョ日野・ポンチョ電気バスの実証運行を芝ルートで実施。2015年（平成27年）からは芝ルートで2台が運行され、3年間で6台の導入を計画した。
2017年からは、CNG改造レインボーIIの置き換えとして、新型レインボーが導入され、代替が完了している。
2023年1月16日からは、EVモーターズ・ジャパン (EVM-J) 社製の小型電気バス「F8 series4-Mini Bus」が芝ルートに2台導入され、これにより芝ルートの電気バスは計4台となった。
専用車は液晶ディスプレイを用いた車内案内表示装置を装備している。日本語・英語・中国語・朝鮮語の多言語字幕表示による停留所案内の他、JCNみなと新宿を窓口として沿線企業・団体や富士急グループの映像広告を放映している。

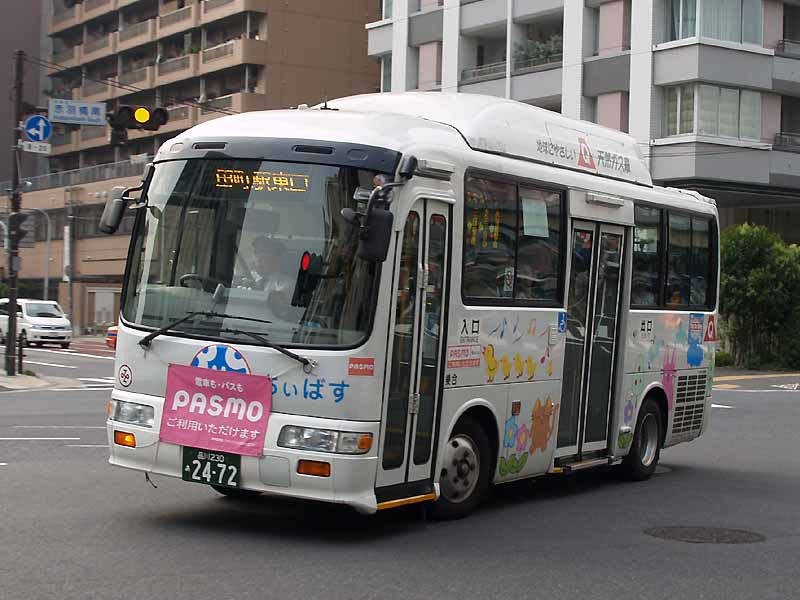
CNG改造車の日野・リエッセ
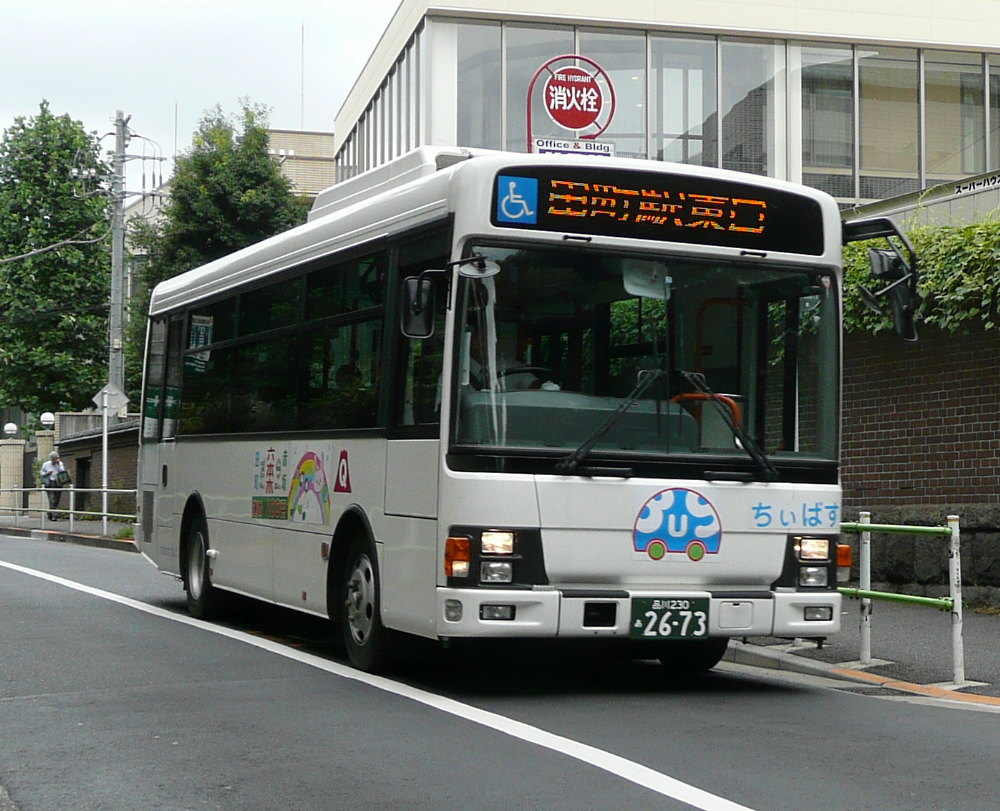
共通予備車の日野・レインボーII
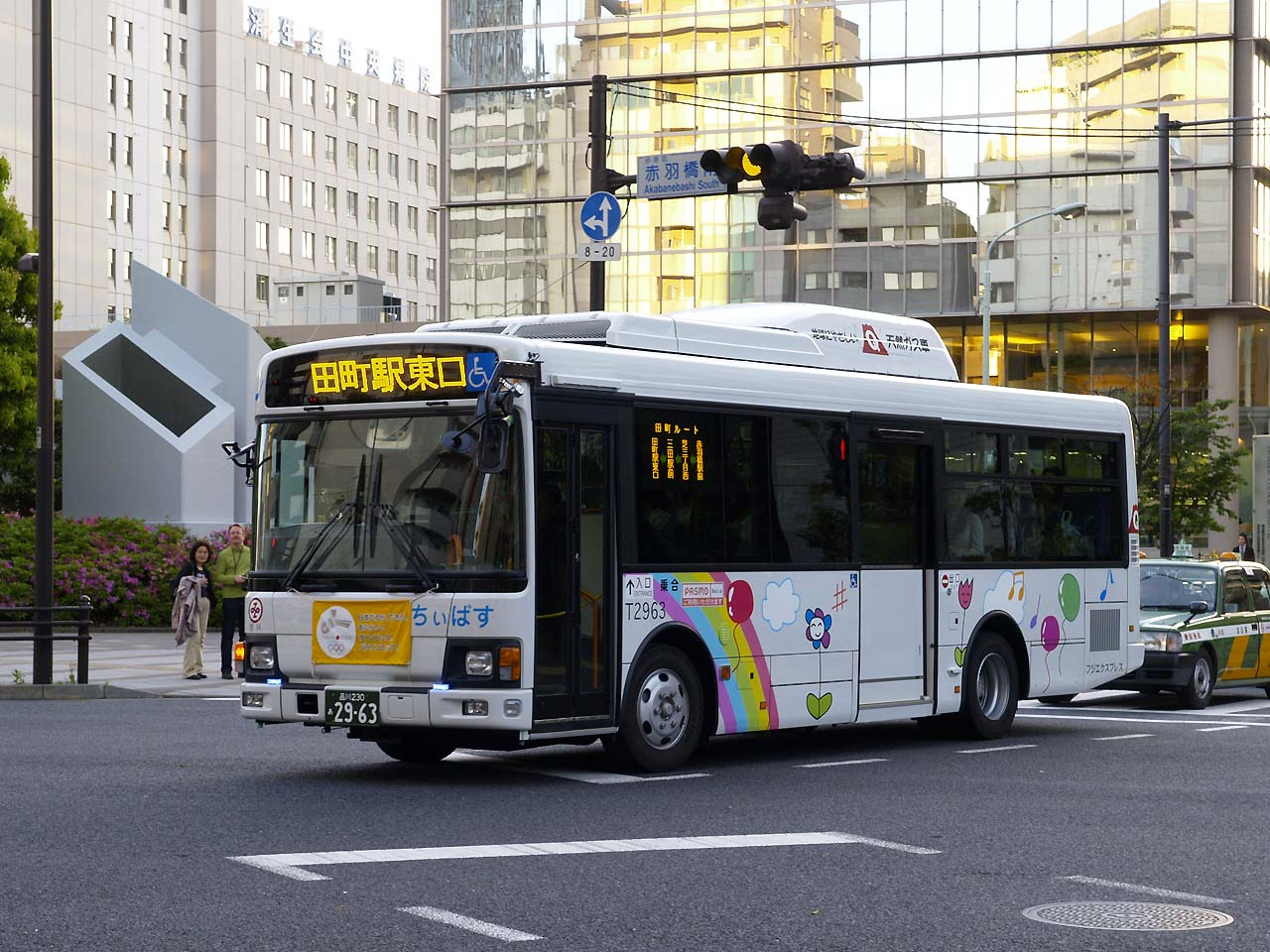
CNG改造車の日野・レインボーII（2009年導入）
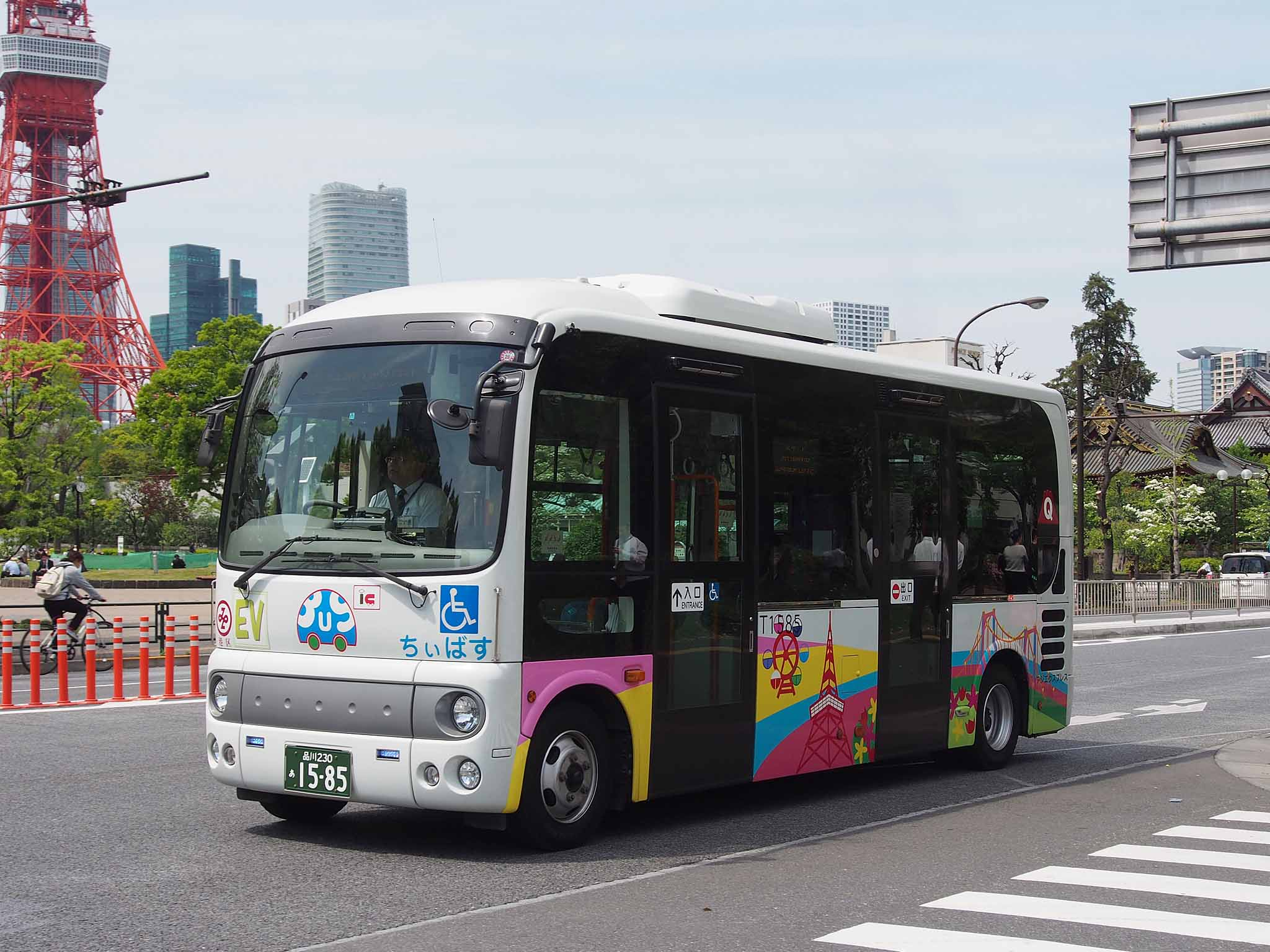
日野・ポンチョ電気バス